# Pojačavač snage klase G
Većina audio pojačavača snage je manje efikasno nego klasa B. Na primjer, klasa AB je značajno manje efikasna na donjoj granici svoje mogućnosti, dok je jasno da klasa A gubi gotovo svu energiju koja ulazi u njega. Izrada pojačavača veće efikasnosti je teže. Klasa D, koja koristi ultrazvučnu impulsnu modulaciju širokog opsega, obećava visoku efikasnost i ponekad je čak i pruži, ali je bez sumnje složena tehnologija. Praktična efikasnost klase D počiva na detaljima dizajna strujnog kola i karakteristika uređaja. Očigledno neizbježni LC izlazni filter – makar drugi red – može dati samo ravan odziv u jednoj impedansi opterećenja, a njegove magnetske igle nije jeftino niti lako dizajnirati. Postoji vjerovatnoća da će se javiti određene obeshrabrujuće EMC teškoće sa emisijama. Klasa D nije privlačan predlog za visokokvalitetna kućna pojačala, koja moraju raditi sa odvojenim zvučnicima nepoznatih karakteristika impendance.
Međutim, postoji metod klase G. Struja se povlači iz šina za napajnje visokog ili niskog napona, zavisno od potrebe signala. Trebalo je dugo vremena da ova tehnologija zaživi, ali se sada koristi kod pojačala jako velike snage za velike PA sisteme, gdje je važna ušteda električne energije, a pojavljuje se i kod kućnih bioskopskih sistema. Ako imate sedam ili osam pojačavača napona umjesto dva, gubici koje oni ostvaruju su značajniji. Klasa G je čvrsto postavljena u subvuferima na struju, pa čak i u drajverima ADSL telefonskih linija. To je tehnologija čije je vrijeme došlo.

## Principi klase G
Muzika ima najveći do srednji razmjer. Većinu vremena je izlaz struje daleko ispod najvišeg nivoa, a to omogućava poboljšanu efikasnost klase G. Čak je i osnovne statističke podatke za ovaj razmjer za različite žanrove muzike iznenađujuće teško naći, ali je široko prihvaćeno da raspon od 10 dB za kompresovani rok do 30 dB za klasični materijal pokriva većinu okolnosti.
Ako signal većinu vremena bude na niskom naponu, onda će, dok god to traje, niskonaponski pojačivač biti mnogo efikasniji. Tokom većine vremena se niži izlazi napajaju sa napojnih šina najnižeg napona, sa niskonaponskim prekidačem između šine i izlaza i odgovarajuće malim gubicima. Najpopularnije konfiguracije klase G imaju dva ili tri para šina za napajanje, od kojih su dva obično za hi-fi, dok su tri uobičajenija kod visokonaponskih PA pojačala.
Kada dođe do relativno rijetkih visokih napona, njih mora prihvatiti određeni mehanizam koji može povlačiti visoki napon, što izaziva velike interne gubitke, ali se to dešava samo tokom kratkih perioda. Ovi rijetki maksimumi iznad nivoa prenosa dolaze iz visokonaponskog para šina za napajanje. Očigledno je da prelazi sa jedne na drugu napojnu šinu predstavljaju suštinu stvari, a svako ko je ikada uradio dizajn bilo kojeg strujnog kola će odmah početi da razmišlja o tome koliko je lako ili nije da se to ostvari jednostavno sa signalom od 20 kHz.
Postoje dva osnovna načina da se organizuje sistem dvostrukih napojnih šina: redni i paralelni (odnosno, skretnica). Ovo poglavlje se bavi samo konfiguracijon rednog sistema, s obzirom na to da ima najveću primjenu kod hi-fi. Paralelna verzija se najčešće koristi kod visokonaponskih PA pojačavača.

## Uvođenje redne veze klase G
Konfiguracija redne veze izlaza klase G kod koje se koristi dva napona šina je data na grafikonu 10.1. Takozvani unutrašnji uređaji su uređaji koji rade u klasi B. Uređaji koji vrše prebacivanje šina na signalnim maksimumima se nazivaju spoljašnji. Ovdje je prezentovan tip EF faze izlaza zbog svoje veće robusnosti u odnosu na lokalnu HF nestabilnost, iako se CFP konfiguracija može koristiti umjesto unutrašnjih, spoljašnjih, ili oba izlazna uređaja, ako se posveti odgovarajuća pažnja. Za maksimalnu efikasnost električne energije, unutrašnja faza obično se odvija u klasi B, iako ne postoji apsolutno nijedan razlog zbog kojeg ne bi mogla da se odvija u klasi AB ili čak klasi A. Kasnije će se razmatrati ove intrigantne mogućnosti. Ako su unutrašnji elektro uređaji u klasi B, a spoljašnji realizuju mnogo manje od 50% ciklusa, čime su efektivno u klasi C, onda ovo treba označiti klasom B+C. Znak + označava serije, a ne vezu skretnicom(shunt-om) između spoljašnjih i unutrašnjih elektro uređaja. Ovu osnovnu konfiguraciju je razvio Hitachi kako bi smanjio rasipanje toplote iz pojačala. Muzički signali su većinom na niskim nivoima, imaju visok odnos maksimalne i srednje vrijednosti, a gubitak energije se u velikoj mjeri smanjuje povlačenjem iz nižih ±V1 napojnih šina u tom trenutku.
Unutrašnja faza TR3, 4 funkcionišu u normalnoj klasi B. TR1, 2 su uobičajeni drajveri, a R1 je njihov zajednički emiter sa otpornikom. Potreban je uobičajeni Vbias generator kompenzovan temperaturom, koji je ovdje prikazan teoretski podijeljen na pola kako bi se održala simetrija strujnog kola kada je faza stimulisana pomoću SPICE.
```
Prikaz 10.1 Izlazna faza serije klase G, alterntivno klasa B+C.Naponi i vrijednosti komponente su tipične. Unutrašnja faza je klasa B EF.
```

S obzirom na to da unutrašnji elektro uređaji rade u klasi B, mora se pratiti njihova temperatura kako bi se održali uslovi mirovanja. Energija iz nižeg napajanja se povlači kroz D3 i D4, koji se često nazivaju komutacionim diodama, kako bi se naglasila njihova aktivnost smjene naponskih šina. Riječ „komutacija“ izbjegava zamjenu sa uobičajenim prelazom klase B na nulte volte. Nivo na kojem se javlja smjena napojnih šina se naziva nivoom tranzicije/prelaza.
Kada pozitivni trenutni signal pređe mogućnost provodnika niže šine +V1 D1, pale se TR5 i TR6, a D3 se gasi, tako da se cijela izlazna struja sada ne preuzima iz visokonaponske šine +V2, pri čemu pad napona i gubitak struje dijele TR4 i TR6. Negativni signali se rješavaju na potpuno isti način. Prikaz 10.2 pokazuje kako se naponi kolektora unutrašnjih elektro uređaja povlače sa izlazne šine kako se približava nižem napoju.
Prikaz 10.2 Izlaz faze klase G i naponi kolektora unutrašnjih izlaznih uređaja
Zajedničko mišljenje je da klasa G ima lošiju linearnost neko klasa B, a krivica za to se obično pridaje diodama i problemima sa njihovom komutacijom. Postoje i drugi problemi kod linearnosti, koji ne nastaju zbog inertnih dioda, kako će se brzo pokazati. Sadržano je u principu klase G da ako i dođe do zastoja, oni se dešavaju samo kod umjerene ili jače struje i dobro se uklanjaju sa kritične razvodne površine gdje pojačivač provodi najviše vremena. Pojačivač klase G ima područje slabe struje prave linearnosti klase B, kao što i pojačavač klase AB ima površinu slabe struje pravog učinka klase A.

## Efikasnost klase G
Standardno matematičko izvođenje efikasnosti klase B sa sinusoidom koristi jednostavnu integraciju tokom polovine ciklusa kako bi se izračunao interni gubitak u odnosu na frakciju napona, odnosno, frakcije mogućeg oscilovanja izlaznog napona. Kao sto je poznato, maksimalan gubitak toplote u klasi B je oko 40% maksimalne izlazne energije, kod izlazne frakcije napona od 63%, što takođe daje 40% maksimalne izlazne snage opterećenju. 
Matematika je jednostavna jer oblik signala ne varira u obliku sa izlaznim nivoom. Pretpostavljena je svaka moguća idealizacija, kao što je nulta stabilna struja, bez emitera sa otpornisima, bez Vce (sat) gubitaka, itd. U klasi G, sa druge strane, oblici signala su snažna funkcija izlaznog nivoa, koji zahtijevaju varijabilne granice integracije, itd., i sve postaje nepodesno za rukovanje.
Metod simulacije pomoću SPICE, koji je opisao Self[4] je mnogo jednostavniji, iako je donekle naporan i može koristiti bilo koji ulazni oblik signala, na osnovu čega daje dijagram za dijeljenje struje (PPD), koji pokazuje kako se struja koja se povlači iz napajanja distribuira između gubitka kod izlaznog uređaja i korisne struje u opterećenju.
Niko ne spori da sinusoide predstavljaju loše simulacije muzike u ovom slučaju, a njihova najznačajnija prednost je to što omogućavaju direktno poređenje korišćenjem čisto matematičkog pristupa. Međutim, s obzirom na to da je cijela svrha klase G ušteda energije, a oblik signala koji se koristi ima snažan efekat na rezultate, ovdje je fokus na PPD pojačala sa stvarnim muzičkim signalima, ili u bilo kojoj mjeri, na njihovo statističko predstavljanje. Trougaoni pristup funkcije moguće distribucije (Probability Distribution Function - PDF)
Prikaz 10.3 daje trougaoni PDF PPD za konvencionalnu klasu B EF, dok prikaz 10.4 je za klasu G sa ±V1/V2=50V i ±V1=15V, odnosno, sa odnosom V1/V2 utvrđenim na 30%. PPD daje energiju koja je izgubljena u sva četiri izlazna uređaja, opterećenje i ukupnu količinu koja je povučena sa napojnih šina. Pokazuje kako je ulazna snaga podijeljena na uređaje za opterećenje i izlaz. Ukupna količina iznosi nešto manje od ulazne snage, a ostatak otpada, kao obično, na gubitke u drajverima i Re-ima. Treba imati u vidu da je gubitak snage u klasi G zajednički, iako se ne dijeli podjednako, za unutrašnje i spoljašnje uređaje, a to pomaže kod efikasnog korišćenja silicijuma.
Prikaz 10.3  Dijagram dijeljenja snage za konvencionalno pojačavač klase B koja se bavi tipičnim muzičkim signalom sa trougaonom funkcijom vjerovatnoće gustine (Probability Density Function). X osa predstavlja zvuk.
Prikaz 10.4 Dijagram podjele snage za klasu G sa V1/V2=30%. Signal ima trougaoni PDF. X osa predstavlja zvuk; spoljašnji uređaji ne ostvaruju gubitke dok se ne dostigne -15 dB
Na prikazu 10.4, donja površina predstavlja snagu koja je izgubljena u unutrašnjim uređajima, a veća površina odmah iznad predstavlja isto za spoljašnje uređaje. Postoji samo jedna površina za svaki od njih jer u klasi B i klasi C samo jedna strana pojačala vrši provođenje u određenom trenutku. Gubitak kod spoljašnjeg uređaja je ravan nuli ispod praga smjene napojnih šina na -15 dB ispod maksimalnog izlaza. Ukupan gubitak kod uređaja pri punoj izlaznoj snazi je smanjen sa 48 W u klasi B na 40 W, što na prvi pogled možda ne izgleda kao dobar povraćaj za udvostručavanje snage tranzistora i drajvera.
Prikaz 10.5 pokazuje isti PPD ali sa ±V2 = 50V i ±V1 = 30V, odnosno, sa V1/V2utvrđenim na 60%.
Prikaz 10.5 Dijagram za dijeljenje snage za klasu G sa V1/V2=60%. Trougaoni PDF. U poređenju sa prikazom 10.4, unutrašnji uređaji ostvaruju veći gubitak, a spoljašnji uređaji gotovo nikakav, osim pri maksimalnoj jačini zvuka
Niskonaponska površina se sada širi do -6 dB pune snage, ali je gubitak unutrašnjeg uređaja veći zbog većih napona šina V1. Rezultat je da ukupna snaga uređaja pri punom izlazu je smanjena sa 48W u klasi B na 34W, što predstavlja definitivno poboljšanje. Brojka koja se odnosi na efikasnost je jako osjetljiva na način na koji se odnos napona šina upoređuje sa karakteristikama signala. Kućna hi-fi pojačala ne rade punom jačinom zvuka sve vrijeme, a u stvarnosti je izvjesno da će niža opcija za V1 napon dati manje opšte gubitke.

## Uslovi magnetisanja
Uslovi magnetisanja u izlaznoj fazi su mnogo složeniji nego za klasu B. Potrebna su dva dodatna generatora za magnetisanje Vbias3, Vbias4 da bi se omogućilo paljenje TR6 prije nego TR3 ostane bez napona iz kolektora. Ovi dodatni naponi za magnetisanje nijesu kritični, ali većina ne pada prenisko, ili ne postaju previsoki. Ukoliko se ovi naponi za magnetisanje postave prenisko, tako da se spoljašnji uređaji upale prekasno, onda Vce preko TR3 postaje prenizak, a njegova sposobnost davanja struje je smanjena. Prilikom ocjene ovog pitanja treba imati u vidu najnižu impedansu opterećenja koje je planirano da pokreće pojačavač i struju koju će povlačiti iz izlaznih uređaja. Fiksne Zener diode normalne komercijalne toleracije su prilično tačne i dovoljno stabilne za podešavanje Vbias3 i Vbias4.
Alternativno, ako je napon za magnetisanje postavljen prenisko, onda će se spoljašnji tranzistori uključiti prerano, a gubitak toplote u unutrašnjim elektro uređajima postaje veći nego što je potrebno za pravilan rad. Zadnje navedeni slučaj je manji problem, tako da ako postoji dilema, treba odabrati da ova polarizacija bude veća, a ne niska.
Originalno Hitachistrujno kolo stavlja Zenere u red sa putanjom signala do unutrašnjih drajvera kako bi se uspostavila izlazna mirna polarizacija, pri čemu se njihov napon oduzima od glavnog generatora polarizacije, koja je postavljena na 10V ili slično tome, mnogo veći napon nego obično (vidi prikaz 10.6). SPICE simulacija je pokazala da prisustvo Zener dioda na putanji ka unutrašnjim elektro uređaja daje lošu linearnost, što i nije iznenađenje. Takođe postoji problem da će na uslove stabilnosti uticati promjene u Zener naponu. Magnetni generator 10V, ako je uobičajeni Vbe multiplikator, će imati mnogo veći koeficijent temperature za pravilno termalno praćenje.
Prema tome, preuređujem magnetisanje na način kako je predstavljeno na prikazu 10.1. Putanja pojačala sada ide direktno do unutrašnjih uređaja, a dva dodatna napona za magnetisanje su na putanji ka spoljašnjim uređajima. S obzirom na to da one ne kontrolišu direktno ishod, linearnost ove putanje je od malog značaja. Zeneri su van putanje naprijed, a generator za magnetisanje može biti standardan. U smislu temperature se mora biti spojen sa unutrašnjim elektro uređajima. Spoljašnji uređaji nemaju uticaja na uslove stabilnosti.

## Pitanja linearnosti serija klase G
Linearnost serija klase G se često dovode u pitanje zbog teškoća sa komutacijom napojne šine. Diode D3, D4 moraju biti elektro uređaji koji su u stanju da rade sa 12 ampera ili više, a konvencionalnim silicijumskim diodama ispravljača, koje mogu raditi sa takvom strujom, je potrebno dugo vremena da se isključe zbog njihovih nosača za akumuliranje struje. To ima sledeći nepovoljan efekat: kada se napon katode D3 podigne iznad V1, dioda pokušava da se naglo isključi, ali njeni nosači struje zadržavaju kratku ali veliku povratnu struju kada se isključi sa spoja. Ova struja se napaja preko TR6 u pokušaju da kao pratilac emitera održi pravi napon svog emitera. Do sada je sve dobro.
Međutim, kada prestane struja u diodama, TR6 i dalje vrši snažno provođenje, zbog sopstvenog nosača akumulirane struje. Dodatna struja koja se uključuje za povratno napajanje D3 sada ide preko kolektora TR3, koja je prihvata zbog niskog Vce kod TR3 i prosljeđuje je za potrebe napajanja preko emitera TR3 i Re.
Ovaj proces demonstrira SPICE komutacija prelazne simulacije; vidi prikaze 10.7 i 10.8. Treba imati u vidu da se javljaju samo dva ovakva događaja po ciklusu – ne četiri, jer se javljaju jedino kada se diode isključe. U originalnom Hitachi dizajnu, ovaj problem se navodno rješava korišćenjem brzih tranzistora i relativno relativno brzih zlatom legiranih dioda, ali prema Sampei i dr., ovo je samo djelimično uspješno.
Sada je jednostavno iskorijeniti ovaj problem. Schottky elektro diode su dostupne, što nije bio slučaj 1976. i mnogo su brže zbog nedostatka manjih nosača i akumulatora naboja. Imaju dodatnu prednost malog pada napona kod velike struje od 10A ili više. Najznačajnija prepreka je relativno nizak povratni zadržani napon, ali, na sreću, kod korišćenja u klasi G, komutacione diode su u najgorem slučaju samo izložene razlici između V2 i V1, a to je slučaj jedino kada je pojačavač u niskonaponskom domenu rada. Još jedna dobra stvar kod Schottky elektro dioda jeste da one izgledaju robusne. Ja sam iznova podvrgavao Motorola uređaje od 50 amp snazi od 60 amp i više od toga bez ijednog kvara. To je dobar znak. Bodlje u potpunosti nestaju sa SPICE površine ako su komutacione diode Schottky ispravljači.
Prikaz 10.7 Bodlje izazvane akumulatorom struje kod konvencionalnih dioda, simulirane na 10 kHz. One se javljaju jedino kada se diode isključe, tako da postoje samo dvije po ciklusu. Ove bodlje u potpunosti nestaju kada se u SPICE modelu koriste Schottky diode
Prikaz 10.8 Zatvaranje prelaza. Struja u diodi se povećava kako se ishod podiže iznad nule, onda se naglo vraća kako nosači struje dolaze pod uticaj obrnutog magnetisanja. Bodlja na izlaznom naponu se usklađuje sa naglim zaustavljanjem obrnute struje kod diode

## Statička linearnost
SPICE simulacija pokazuje u prikazu 10.9 da je statička linearnost (odnosno, da zanemarivanje dinamičkih efekata poput akumulatora struje kod diode) mnogo lošija nego kod klase B. Kod klase B obično postoje oscilacije kod dobiti oko prelazne površine, tačno iste veličine i oblika kao i kod konvencionalne klase B, ali sada takođe postoje koraci u dobiti na ±16V. Takođe je prikazan rezultat sa unutrašnjim uređajima namagnetisanim u dvotaktnu klasu A i dokazuje da koraci pojačanja nijesu ni na koji način povezani sa deformacijom razvođenja. S obzirom na to da je ovo DC analiza, koraci pojačanja ne mogu biti rezultat brzine smjene dioda ili druge dinamičke pojave, a odmah se sumnja na Early efekat. (Early efekat je povećanje struje kolektora kada se napon kolektora poveća, čak i ako Vbe ostaje konstantan.) Kada dođe do neočekivane deformacije u SPICE simulaciji ove vrste, a konačna tranzistorska beta i povezana bazna struja izgleda malo vjerovatna, najkorisnija dijagnostička tehnika je da se isključi simulacija early efekta za svaki tranzistor naizmjenično. Kod SPICE tranzistorskih modela, early efekat se može u potpunosti onesposobiti utvrđivanjem parametra VAF mnogo veće vrijednosti nego što je zadati 100, kao što je 50,000. 
Ovaj eksperiment je ukratko demonstrirao da je korake pojačanja izazvao u cjelosti Early efekat, koji djeluje kako na unutrašnje drajvere, tako i na unutrašnje izlazne uređaje. U potpunosti se odustalo od koraka pojačanja. Kada TR6 počne da djeluje, TR3 Vce se više ne smanjuje kako izlaz postaje pozitivan, ali značajno konstantan kako se emiter Q6 kreće nagore istom brzinom kao i emiter Q3. Ovo ima efekat nagle promjene u dobiti, koje prirodno degradiraju linearnost.
Ovaj efekat se javlja kod drajvera i izlaznih uređaja u istoj mjeri. Može se lako eliminisati u drajverima njihovim napajanjem sa spoljašnje a ne unutrašnje napojne šine. To sprečava nagle promjene u stopi variranja drajvera Vce. Poboljšanje linearnosti se može vidjeti u prikazu 10.10, gdje su se koraci pojačanja prepolovili. Rezultujuće strujno kolo je dato u prikazu 10.11. Gubitak energije kod drajvera se prirodno povećava povećanjem Vce drajvera, ali je to toliko mali dio struje koja se koristi da se cjelokupna efikasnost ne smanjuje značajnije. Očigledno je da nije praktično da se primjenjuje isti metod na izlazne uređaje, jer se tada niskonaponska šina ne bi nikada koristila, a pojačavač više ne bi radio u klasi G. Niskosignalne faze prirodno moraju raditi sa spoljašnjih šina da bi bile u mogućnosti da generišu amplitudu punog napona za pokretanje izlazne faze.
Sada smo otklonili nepravilnosti kod komutacione diode i prepolovili veličinu neželjenih koraka pojačanja u izlaznoj fazi. 
Sa ovim poboljšanjima koja su uvedena, praktično je da sledeći korak bude dizajn pojačavač klase B sa srednjim opsegom THD ispod 0.002%.

## Praktični dizajn klase G
Dizajn pojačavača klase G koji je dat ovdje koristi jako šemu niskog signala koja je slična električnom pojačavaču Blameless klase B, jer je poznati da sam po sebi generiše jako malu deformaciju. Ako se koriste specifikovane napon za napajanje od ±50 i ±15V, maksimalna izlazna struja je oko 120W u 8 Ω, a tranzicija smjene šina se javlja na 28W.
Dizajn obuhvata različite tehnike i prate Blameless amp klase B,iako neke osobine potiču iz Trimodala-a i pojačala invarijantnog opterećenja .Istaknuti primjer je povratna mreža niskog šuma, kompletna sa svojom opcijom ulaznog punjenja za potrebe obezbjeđivanja visoke impendanse kada je potrebno. Ograničavanje sa jednim nagibom VI je uključeno u cilju zaštite of preopterećenja. To realizuje Q12, 12. Prikaz 10.12 pokazuje strujno kolo. 

## Kontrolisanje deformacije malog signala
Deformacija faza malog signala se održava malom istim metodama kao i kod dizajna drugih pojačavača. Diferencioni par ulazne faze Q1, 2 dobija lokalni feedback od R5 i R7 u cilju odlaganja pokretanje trećeg harmonika deformacije 1. Interne revarijacije u ovim uređajima su svedene na najmanju mjeru korišćenjem neobično visokog kraja struje od 6 mA. Q3, 4 su degenerativno strujno ogledalo koje nameće tačnu ravnotežu struje kolektora Q1, 2 čime sprečava proizvodnju druge harmonijske deformacije. Ulazni otpor (R3+R4) i feedback otpor R16 su napravljeni jednaki i neobično niski, tako da se osnovna struja ne poklapa sa izlazom iz ulaznih uređaja, a beta varijacije daju minimalan DC offset. Vbe se ne poklapa u Q1 i Q2, ali su one suviše male u odnosu na efekte lb. Čak i ako su Q1 i Q2 tipovi visokog napona sa relativno malom beta vrijednošću, DC offset napon na izlazu treba održavati ispod ±50 mV. Ovo je adekvatno za sve osim najzahtjevnijih aplikacija. Ova tehnika male impendance eliminiše potrebu presetovanje ravnoteže ili DC servo sistema, koji je najprikladniji.
Donja vrijednost za R16 podrazumijeva proporcionalno nižu vrijednost za R15 kako bi se održalo isto pojačanje, a ovo smanjenje ukupna impendansa koja se zapaža kod Q2 značajno poboljšava učinak kod šuma. Međutim, niska vrijednost R3 plus R4 na 2k2 daje ulaznu impendansu, koja nije dovoljno visoka za mnoge aplikacije.
Nije problem ako pojačavač treba da ima dodatnu input fazu, kao što je balansirani linijski prijemnik. Pravilan odabir op-amp će omogućiti fazi da pokreće 2k2 impendansu bez generisanja dodatne deformacije. Treba imati u vidu da će dodavanje takve faze – čak i ako je pravilno dizajnirana i ako se koriste najbolji dostupni op-amp – značajno degradirati odnos signala i šuma. Razlog tome je što šum koji proizvodi sami pojačavač je veoma mali, tako da će ga gotovo sve što se uradi u vezi sa strujom ozbiljno degradirati.
Ako nema odvojene input faze, onda se moraju preduzeti drugi koraci. Ono što je potrebno na ulazu pojačala je mali DC otpor, ali veliki AC otpor. Drugim tiječima, potrebno je ili 50 H prigušivača ili rekurs na neki oblik početnog punjenja. Signal na bazi Q2 je gotovo potpuno isti kao input, tako da srednju tačku R3 i R4 pokreće C3, a što se tiče ulaznih signala, R3 ima visoku AC impendansu.
Prisustvo R9 ograničava faktor početnog punjenja, jer je signal na spoju R3-R4 malo manji nego u bazi Q2, ali je adekvatan. Kada je R9 postavljen na 100R, AC ulazna impendanca se podiže na 13k, koja treba da bude dovoljno visoka za gotovo sve svrhe. Vrijednosti veće od ove znači da je potreban input buffer faza.
Vrijednost prikazanog C8 (1000µF) daje roll-off LF u vezi sa R15, a to je – 3dB na 1,4 Hz. Svrha nije nemoguće prošireni sub-bass, već izbjegavanje povećavanja niske frekvencije prilikom deformacije zbog efekta nelinearnosti u C8. Ovdje se ne moze definisanjati niskofrekventne širine opsega sistema – ovo se mora ranije uraditi u signalnom lancu, gdje se može pravilno implementirati sa preciznijim neelektrolitskim kondenzatorom. Zaštitne diode D1 do D4 sprečavaju oštećenja C2 ako se pojačavač suoči sa greškom koja dovodi do zasićenja u bilo kojem smjeru. Čini se da je to izuzetno sumnjivo mjesto za postavljanje dioda, ali s obzirom na to da obično nemaju AC ili DC napon na sebi, ne stvara se deformacija koja se može mjeriti ili otkriti.
Voltage Amplifier Stage (VAS) Q11 se pojačava pratiocem emitera Q10 unutar Miller kompenzacionog prstena, tako da se povećava lokalni negativni feedback koji linearizuje VAS. Time se djelotvorno eliminiše nelinearnost VAS-a. Ovaj način smanjivanja lokalnog feedback-a takođe smanjuje impendansu kolektora VAS-a, tako da nije potrebno da VAS buffer sprečava deformaciju 4 (punjenje VAS kolektora nelinearnom ulaznom ulaznom impendancom izlazne faze). Miller kondenzator Cdom je relativno veliki na 100pF, za opterećivanje unutrašnjih kapaciteta tranzistora i strujno kolo čime dizajn čini predvidljivim. Stopa orbta se izračunava kao 40 V/usec iskorišćenosti u svakom smjeru. VAS kolektor Q7 predstavlja standardan izvor struje.
Gotovo svi THD iz Blameless pojačavača potiču iz deformacije razvođenja, tako da je od velike važnosti održavanje stabilnih uslova kako bi se to svelo na najmanju mjeru. Generator za magnetisanje za EF izlaznu fazu, bilo da je u klasi B ili klasi G, je potreban za otkazivanje Vbe varijacija četiri spoja u red, dva drajvera i dva izlazna uređaja. To zvuči teško, jer se gubitak kod dva tipa uređaja prilično razlikuje, ali je problem lakši nego što izgleda. U EF tipu izlazne faze, gubitak kod drajvera je gotovo konstantan u skladu sa varijacijama izlazne snage, tako da se problem smanjuje praćenjem dva spoja izlaznih uređaja. Generator za magnetisanje Q18 je standardni Vbe pojačavač, sa R23 koji je odabran za svođenje varijacija kod uslova stabilnosti na najmanju mjeru prilikom promjene napojne šine. Generator za magnetisanje treba da bude u kontaktu sa vrhom jednog od unutrašnjih izlaznih uređaja, a ne sa samim hladnjakom. Ova pozicija daje mnogo brži i ne toliko umanjeni termalni feedback Q8. Strujno kolo VAS kolektora obuhvata ne samo generator za magnetisanje Q8 već i dva Zenera D8, D9, koji određuju koliko rano dolazi do smjene šina kako se emiteri unutrašnjih uređaja približavaju unutrašnjim (nisko) naponskim šinama.
Izlazna faza je odabrana kao tip EF (emiter-follower) jer je poznato da je manje podložan parazitskim ili lokalnim oscilacijama nego što je slučaj kod CFP konfiguracije, a s obzirom na to da se i sa ovim dizajnom u istoj mjeri išlo u nepoznato, činilo se mudrim da se bude oprezan gdje je to moguće. R32 je uobičajeni zajednički otpornik emitera za unutrašnje drajvere. Spoljašnji drajveri Q16 i Q17 imaju sopstvene otpornike emitera R33 i R36, koji imaju uobičajenu ulogu u uspostavljanju razumne struje u drajverima kada se uključe, kako bi povećali provodljivost drajvera, kao i u ubrzavanju isključivanja spoljašnjih izlaznih uređaja obezbjeđivanje rute za nosioce napajanja da napuste osnove izlaznog uređaja.
Kako je gore opisano, kolektori unutrašnjeg drajvera su povezani sa spoljašnjim šinama kako bi se minimizovali koraci pojačanja izazvani naglom promjenom u naponu kolektora kada dođe do tranzicije šina.
Donošenje odluke o veličini hladnjaka koji je potreban za ovo pojačavač nije lako, uglavnom zato što toplota koju gubi pojačavač klase G u velikoj mjeri zavisi od napona odabranih šina za napajnje i signalnih statistika. Dizajnu klase B, koji daje 120W u 8R, bi trebao hladnjak sa termalnom rezistencijom reda 10C/W (po kanalu). Dobro polazište za verziju klase G koja daje istu snagu bi bila oko polovina veličine, odnosno 20C/W. Schottky komutacione diode ne zahtijevaju mnogo hlađenja, jer vrše provođenje samo u razmacima i imaju mali pad napona. Obično je prikladno da se postave na glavni hladnjak, čak ako to znači da će se većinu vremena grijati a ne hladiti

## Performansa
Prikaz 10.13 pokazuje THD na 20W/50W (u 8 Ω) i time se demonstrira da je dizajn praktični konkurent Pojačavačima klase B. Uporedite ove rezultate sa Prikazom 10.14 gore, uzetim za Besprekorno pojačavač klase B od 50 W, 8 Ω. Donja kriva Prikaza 10.14 je za 30 kHz opseg frekvencije, koji se koristi da bi se demonstrirao nedostatak deformacije ispod 1 kHz; Podatak o THD iznad 30 kHz je u ovom slučaju je beznačajan s obzirom da su isfiltrirani harmonici. Sve čestice klase G su uzete na 80 kHz da bi se obezbijedilo da se bilo kakvi zastoji višeg reda pravilno izmjere.
 Prikaz 10.13
 Prikaz 10.14
Prikaz 10.15 pokazuje da je stvarni THD ostatak na 50 W izlazna snaga. Zastoji od stepena porasta su više nazubljeni nego ukrštene smetnje, što se očekuje od izlazne faze pojačanih čestica u Prkazima 10.9, 10.11. Prikaz 10.16 potvrđuje da na 20W, ispod tranzicije, u ovom predjelu, gdje pojačavač ima najviše izleda da potroši većinu vremena, nema nikakvih kompromisa u vezi kvaliteta.
 Prikaz 10.15
 Prikaz 10.16
Prikaz 10.17 pokazuje nivo poređenja sa THD, demonstrirajući kako se THD povećava oko 28 W kako počinje prenos. Koraci na oko 10W nemaju bilo kakve veze sa pojačavačima – oni su smetnje nastale zbog interne promjene raspona u mjernom sistemu.
 Prikaz 10.17
Prikaz 10.18 pokazuje stvarne koristi od napajanja unutrašnjih drajvera spoljnim izvorima napajanja. U SPICE simulaciji (vidji gore) koraci pojačanja su približno prepolovljeni po veličini ovom modifikacijom a Prikaz 10.18 propisno potvrđuje da se THD polovi u HF regionu, jedinoj oblasti gdje je on dovoljno jasan da bi se prag šuma mogao izmjeriti sa ikakvom sigurnošću. 
 Prikaz 10.18

## Nastajanje nove vrste pojačala: Klasa A + C
Konvencionalni pojačavač snage Klase B se može gotovo odmah konvertovati na push-pull klasu A jednostavno povećavajući napon polarizacije da bi se obezbjedio neometan protok. Ovo je jedina stvarna promjena kola, iako je naravno veće hlađenje i pojačanja sposobnosti napajanja energijom potrebno za praktičnu upotrebu. Potpuno isti principi se primjenjuju na pojačavač klase G. Opis Klase G kao Klasa B + C  odmah navodi da je jedino potrebna polarizacija pojačanja da bi se transformisalo u Klasu A + C, i time nastaje novi pojačavač. Konfiguracija pojačavača kombinuje odličnu linearnost Klase A do nivoa prenosa samo sa minornom deformacijom koja sama nastaje na višim nivoima, kao što je demonstrirano za Klasu B+C gore.Ne postoji razlog zašto se pojačavač ne bi mogao konfigurisati kao Trimodal Klase G, tj. da se može ručno mijenjati sa Klase A na Klasu B. To bi zaista bila interesantna mašina.
U prikazu 10.19 pokaju se čestice THD-a za takvo A+C pojačavač koji radi na 20 W i 30 W pri 8 Ω. Na 20 W deformacija je zaista niska, ne veća od običnog pojačavača Klase A. Na 30W pojavljuju se prelazni koraci pojačanja, ali THD ostaje veoma dobro kontrolisa i ne veći od dizajna Besprekorne Klase B. Neometani protok je podešen na 1,5 A.
Prikaz 10.20 otkriva ostatak THD-a  tokom operacija A + C. Nema apsolutno nikakvih ukrštenih smetnji i do manjih nastalih ometanja dolazi na tako visokim nivoima da ja zaista smatram da je sigurno pretpostaviti da nikada ne mogu biti zvučni. Prikaz 10.21 pokazuje potpuno odsustvo smetnji na ostatku kada ovaj novi tip pojačavača radi ispod prenosa; daje čistu lineranost Klase C. I na kraju, Prikaz 10.22 daje THD kada pojačavač koristi punih 50 W na 8 Ω; kao i prije A + C THD čestice je teško razlikovati od Klase B, ali postoji ogromna prednost, a to je da na nižim nivoima nema unakrsne deformacije i nema kritične polarizacije.
 Prikaz 10.19
 Prikaz 10.20
 Prikaz 10.21
 Prikaz 10.22
Treba imati na umu da bilo kakvo odstupanje od konvencionalne šeme potpune kompenzacije od 6 dB/oktave je odaljavanje od bezuslovne stabilnosti.

## Dodavanje dvopolne kompenzacije
U Teoriji kontrole bezuslovna stabilnost znači da povećanje pojačanja otvorenog luka iznad praga uzrokuje nestabilnost, ali sistem je stabilan za sve niže vrijednosti. Uslovna stabilnost znači da pojačanje u nižem luku može takođe da bude nestabilno).
Uslovno stabilni pojačavači mogu biti dobri i stabilni u bilo kojem razumnom reaktivnom opterećenju kada normalno funkcioniše, ali tada pokazuje rascijepljenost oscilacija kod povećanja i smanjenja snage ili kod spajanja (clipping). Razlog tome je da pod ovim uslovima se smanjuje pojačanje otvorenog luka.
Deformacije Klase G se smanjuju normalnim feedback-om dominantnog pola gotovo isto kao i unakrsna nelineranost, tj. ne toliko efektivno, jer nastale smetnje zauzimaju mali dio ciklusa i stoga se sastoje od viših harmonika. Prema tome, sistem kompenzacije koji povećava faktor feedback-a na visokim audio frekvencijama će biti efektivan na smetnjama prekidača, na isti način kao što su za unakrsnu deformaciju. Najjednostavniji način da se primjeni dvopolna komenzancija kola je prikazan u Prikazu 10.23.
 Prikaz 10.23
Rezultati dvopolne kompenzacije za B + C su prikazani u Prikazu 10.24; ukoliko se uporedi sa Prikazom 10.13 (normalno kompenzovano pojačavač B+ C) gore navedeni prenos (30W) THD na 10 kHz je pao sa 0,008% na 0.005%; pod-prenos (20W) THD na 10 kHz je pao sa 0.007% na 0.003%. Potrebno je izvršiti poređenje na 10 kHz ili na približnoj vrijednosti, da bi se obezbjedila dovoljnost za mjerenje.
Sada, ukoliko se uporedi dvopolni pojačavač B + C sa Prikazom 10.19 (A+ C pojačavačem) gore navedeni prenos (30 W) THD na 10 kHz  prvog pojačala je manji na 0,005% u poređenju sa 0,008%. Kao što je prije demonstrirano, pravilna upotreba dvopolnog kompenzatora vam može dati pojačavač Klase B kojeg je teško razlikovati od Klase A – barem dok se ne stavi ruka na hladnjak.
 Prikaz 10.24

## Buduće varijacije Klase G
Na taj se način iscrpljuju moguće varijacije koje se mogu koristiti na Klasi G. Npr, nije neophodno za spoljnje uređaje da funkcionišu sinhronizovano sa unutrašnjim uređajima. Dokle god se uključuju na vrijme, mogu se gasiti znatno kasnije bez posledica, osim u slučajevima povećanog gubitka energije. Kod tzv. Silabičke Klase G, spoljni uređaji se pale brzo, ali je onda tipično da ostanu uključeni 100 msec ili približno da bi se spriječili zastoji.S obzirom na dobre rezultate koji se ostvaruju pravom Klasom G, ovo se ipak ne čini kao obećavajuća ruta za istraživanje.
Sa nezaistavljivim napretkom multi-kanalnih pojačavača i pojačanih sub-woofer-a, Klasa G konačno dolazi na svoje. Nedavno se pojavila u Texas ADSL driver IC-u.